# NGC 6665
NGC 6665 је спирална галаксија у сазвежђу Лира која се налази на NGC листи објеката дубоког неба.
Деклинација објекта је + 30° 43' 15" а ректасцензија 18h 34m 30,0s. Привидна величина (магнитуда) објекта NGC 6665 износи 13,9 а фотографска магнитуда 14,6. NGC 6665 је још познат и под ознакама MCG 5-44-4, CGCG 173-10, IRAS 18325+3040, PGC 62065.